# Young People Fucking
Young People Fucking, ook uitgebracht onder de alternatieve titels Y.P.F. en Young People F*cking, is een Canadese romantische filmkomedie uit 2007 onder regie van Martin Gero. Deze schreef het verhaal samen met acteur Aaron Abrams.
Young People Fucking won Canadian Comedy Awards voor beste regisseur, beste script en beste acteur (Peter Oldring). Tevens won het de prijs voor beste actrice bij zowel de Genie Awards (voor de rol van Kristin Booth) als op de prijsuitreiking van de Vancouver Film Critics Circle (voor Sonja Bennett).

## Verhaal
Matt (Aaron Abrams) en Chris (Carly Pope) zijn twee vrijgezelle beste vrienden die allebei al een tijdje 'zonder' zitten. Andrew (Josh Dean) en Abby (Kristin Booth) vormen een getrouwd stel voor wie verveling op de loer ligt. Eric (Josh Cooke) en Mia (Sonja Bennett) zijn exen die een vrijblijvende nacht met elkaar door willen brengen. Jamie (Diora Baird) en 'player' Ken (Callum Blue) komen terug van hun eerste afspraakje samen. Gord (Ennis Esmer) en Inez (Natalie Lisinska) vormen een stelletje dat Gords huisgenoot Dave (Peter Oldring) bij een seksueel spelletje wil betrekken.
Alle elf de twintigers maken zich op voor een nacht seks met elkaar. Tussen het moment dat er in alle vijf de situaties initiatief tot actie wordt genomen en het moment dat iedereen zich aan eventueel naspel waagt, verandert voor de meeste van hen de betekenis van deze nacht samen. Dit pakt voor sommigen gunstiger uit dan gedacht, voor een ander wat minder.